# Poarta Brandenburg
Poarta Brandenburg (în germană Brandenburger Tor) din Berlin este o poarta triumfala clasicista, care se afla pe flancul de vest al Pariser Platz din cartierul Mitte din Berlin. A fost construită ca o completare a bulevardului central al Dorotheenstadtului, strada Unter den Linden, în anii 1789–1793, la instrucțiunile regelui prusac Friedrich Wilhelm al II-lea, proiectat de Carl Gotthard Langhans. Sculptura încoronată a lui Quadriga este o lucrare după designul sculptorului Johann Gottfried Schadow. În partea de vest a Poarta Brandenburg sunt zonele verzi ale Marii Tiergarten, care sunt traversate de o linie dreaptă a străzii Unter den Linden din drumul din 17 iunie.
Poarta Brandenburg din piața Pariser Platz în cartierul Berlin-Mitte al Berlinului a fost construită între anii 1789–1793 de către Carl Gotthard Langhans. Este cel mai important simbol al orașului și concomitent simbol de stat de care sunt legate multe evenimente importante din istoria Berlinului și  a Germaniei din secolul al XX-lea.
Clădirea este în stilul clasicismului timpuriu.

## Construcția anterioară
Din secolul al XVIII-lea și până la mijlocul secolului al XIX-lea, orasul era împrejmuit de un zid "vamal" care nu avea funcții de apărare, rolul lui fiind de a controla accesul persoanelor și al mărfurilor către și dinspre Berlin. Accesul se făcea prin mai multe porți care funcționau ca puncte vamale, una dintre ele fiind asa numita Poartă Brandenburg. Numele vine de la faptul că ea era situată pe drumul către orașul Brandenburg an der Havel. Zidul și prima Poartă Brandenburg au fost construite in anii 1734–1735. Construcția inițială era în stil baroc și a fost edificată de arhitectul Johann Philipp Gerlach. Porțile erau ancorate în doi piloni decorați în stil baroc cu pilaștri și trofee. Alături exista și o intrare pietonală mai mică, decorată de asemenea cu vaze în stil baroc. În partea de sud a porții exista o clădire destinată gărzii care păzea intrarea, iar în partea de nord o cladire pentru autoritățile vamale.
Construcția barocă a fost demolată în vara anului 1788.

## Semnificație
Noul edificiu era o expresie a idealurilor politice atât interne cât și externe, ale regelui Friedrich Wilhelm al II-lea. Prin realizarea construcției după modelul porților Propylaea prin care se face accesul pe Akropole către templul Parthenon din Atena, Wilhelm al II-lea dorea să se compare cu Pericle și să transmită supușilor săi că el este un lider care ar fi adus Prusiei o epocă de aur. Pericle dusese o strategie inteligentă de alianțe care a însemnat o perioadă de pace și de stabilitate, poziționând Atena ca principal lider al Ligii de la Delos. Friedrich Wilhelm al II-lea voia să fie perceput la fel, după ce, în 1787, el pacificase prin război Republica Unită a Țărilor de Jos și impusese o alianță între Prusia, Țările de Jos și Marea Britanie. 
Din acest motiv, primul nume ales al portii a fost „Friedenstor” — „Poarta Păcii”. Alături de Friederich Wilhelm al II-lea, sora lui, Wilhelmine von Oranien, care era conducător ereditar al Republicii Țărilor de Jos, trebuia să fie celebrată ca aducătoare a păcii.  

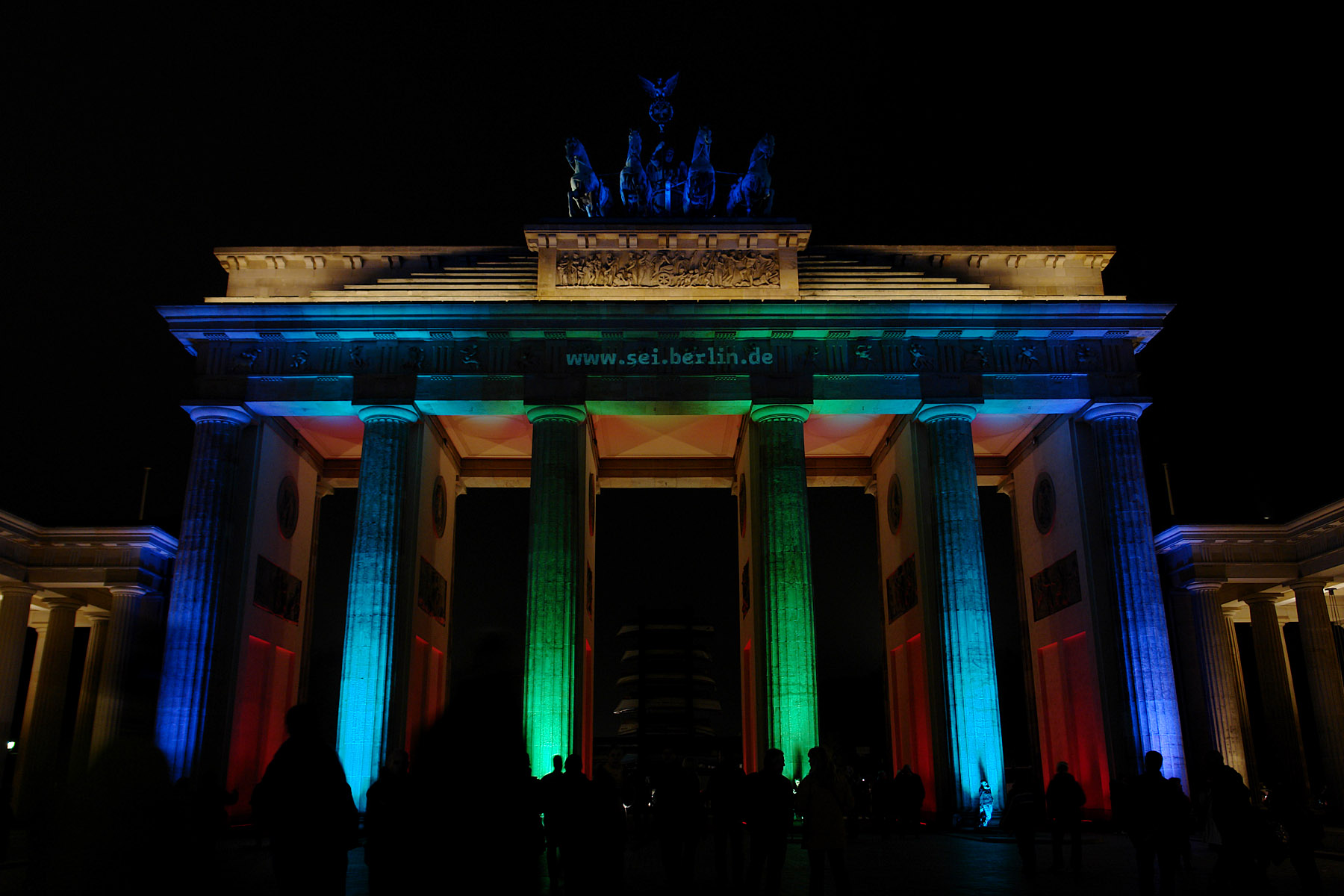
Poarta Brandenburg la Festivalul Luminilor din Berlin (23 octombrie 2009)